# ألمانيا مشكلتنا
ألمانيا مشكلتنا (بالإنجليزية: Germany is Our Problem) هو كتاب كتبه عام 1945 هنري مورغنثاو الابن، وزير الخزانة الأمريكي أثناء إدارة فرانكلين روزفلت. في الكتاب يصف مورغنثاو ويعزز خطة - سميت باسمه - لاحتلال ألمانيا بعد الحرب العالمية الثانية.

## الخلفية
شارك هنري مورغنثاو خلال العام 1944 في السياسة الخارجية للولايات المتحدة، إلى جانب شريكه هاري وايت الذي صاغ خطة مورغنثاو. فمن أجل القضاء الدائم على إمكانات الحرب الألمانية، دعت الخطة إلى جانب أمور أخرى، إلى تقطيع الأراضي الألمانية وتقسيمها وإلغاء التصنيع. وافق على الخطة رئيس الوزراء ونستون تشرشل والرئيس روزفلت في مؤتمر كيبيك الثاني. أدت تسريبات الخطة للصحافة إلى أن ينفي روزفلت وجودها. ومع ذلك، أثرت الخطة بشدة على سياسة الاحتلال الأمريكية المبكرة، ومن خلال اتفاقية بوتسدام أيضًا لسياسة الاحتلال المبكر للحلفاء.

## الكتاب
نشر هاربر وإخوانه كتاب «ألمانيا هي مشكلتنا» في أكتوبر عام 1945. وصف مورغنثاو في الكتاب خطته والأساس المنطقي لها بتفصيل كبير. منح الرئيس روزفلت الإذن بنشر الكتاب في المساء الذي سبق وفاته، عند تناوله الطعام مع مورغنثاو في وارم سبرينجز.
في نوفمبر عام 1945، وافق الجنرال دوايت أيزنهاور، الحاكم العسكري لمنطقة الاحتلال الأمريكية، على توزيع 1000 نسخة مجانية من الكتاب على المسؤولين العسكريين الأمريكيين في ألمانيا المحتلة. استنتج المؤرخ ستيفن أمبروز أنه ومع ادعاءات أيزنهاور في وقت لاحق بأن الفعل لم يكن مؤيدًا لخطة مورغنثاو، فقد وافق أيزنهاور على الخطة وكان قد أعطى في السابق لمورغنثاو على الأقل بعض أفكاره حول كيفية التعامل مع ألمانيا.

## الاستقبال
شعرت مراجعة في صحيفة نيويورك تايمز في 7 أكتوبر 1945 أن الكتاب كان مهمًا لبقاء الشعب الأمريكي وسيساعد على منع الحرب العالمية الثالثة. خلصت مراجعة أجرتها أورفيل بريسكوت في 5 أكتوبر 1945 في نفس الصحيفة إلى أن العالم كله سيستفيد إذا وصلت نسخ من الكتاب إلى صانعي القرار الأمريكيين الرئيسيين المسؤولين عن السياسة المتعلقة بألمانيا.